# Davide Tucci
Davide Tucci (Isola del Liri, 14 de septiembre de 1987) es un actor y modelo maltés nacido en Italia, ganador del Premio al Mejor Fotomodelo Masculino 2010 y 2011 en los Malta Fashion Awards. Nació el 14 de septiembre de 1987 en Isola del Liri de padre italiano y madre maltesa. Más tarde su familia se trasladó a Islas Maltesas. Estudió en el St Aloysius College.

## Carrera
Tucci se inició en el teatro musical con Spring Awakening y más tarde comenzó una carrera como modelo que le valió dos premios consecutivos en los Malta Fashion Awards en 2010 y 2011.
Pronto ganó popularidad en Malta gracias a sus papeles televisivos de Clyde Montaldo en Katrina, y de Alex Mamo en Ic-Caqqufa, ambas series de televisión en Maltese National Television. Más tarde interpretó el papel de Brimbu en la serie de televisión maltesa de suspense Division 7 en ONE TV de Malta. Davide Tucci también interpreta a John Camilleri en Limestone Cowboy, uno de los primeros largometrajes autóctonos procedentes de las islas maltesas; Arreglo peligroso, dirigida por Mario Philip Azzopardi y producida por eOne; y 13 horas: los soldados secretos de Bengasi.
Tucci también es actor de teatro y ha actuado en obras como Jiena Nhobb, Inti Thobb, Marti Martek, Martek Marti en el Teatro Nacional de Malta; Fe, esperanza y caridad

## Filmografía
| Año  | Título                     | Rol                          | Notas           |
| ---- | -------------------------- | ---------------------------- | --------------- |
| 2016 | 13 Hours                   | Defense Attache              |                 |
| 2017 | Limestone Cowboy           | John Camilleri               |                 |
| 2018 | L-Gharusa                  | Diego                        |                 |
| 2019 | Il-Miraklu Ta Hal-Saflieni | Father Randolph              |                 |
| 2020 | God's Soldiers             | Knight Hospitaller, Raymonde |                 |
| 2021 | Bárbaros                   | Septimus                     |                 |
| 2023 | Napoleón                   | Lazare Hoche                 |                 |
| 2024 | Those About to Die         | Manilius                     | Upcoming series |